# Soniatxnogirske
Soniatxnogirske (en (ucraïnès): Сонячногірське, rus: Солнечногорское, Solnetxnogórskoie) és un poble de la República Autònoma de Crimea, a Ucraïna, que el 2014 tenia 1.150 habitants. Pertany al districte rural d'Aluixta.